# Змија мачка
Змија мачка (латински: Telescopus fallax) је неотровна змија из породице смукова. Присутна је у Италији, Грчкој (укључујући острва), Албанији, Босни и Херцеговини, Хрватској, Сјеверној Македонији, Србији и Словенији, а природна станишта су јој медитеранска вегетација, пашњаци, планаже и сеоски вртови. Иако је све мање њезиних станишта, IUCN свеукупно сматра како врста није угрожена.

## Изглед
Иако је отровна, мачја змија није претња за људе јер се њени зуби налазе на задњем делу горње вилице, којима не може да угризе човјека. Такви зуби су и даље погодни за убијање свог природног плена.

## Распрострањеност и станиште
Ова змија се налази у Италија, Сјеверној Македонији, Грчка (Парос, Антипарос, Турлос, Крит, Калимнос, [[Самос] ], Милош, Крф), Албанија, приморска Словенија, Хрватска (укључујући нека Јадран острва),  Херцеговина, Црна Гора, јужна Бугарска, Турска, Малта, Кипар, Иран, Ирак,  Сирија , Израел, јужни Русија (Кавказ, Дагестан), Јерменија, Грузија и Азербејџан.

## Начин живота
Ова змија се углавном храни геконима и гуштерима. Плен је угризен и пуштен, чекајући да отров дјелује. Онда осјети ваздух и пронађе гјде је животиња отишла. Када пронађе мртву или парализовану животињу, прогута је цијелу, почевши од главе.

## Подврсте
5 подврсте су тренутно познате.
- Telescopus fallax cyprianus (Barbour & Amaral, 1927) - Кипар

- Telescopus fallax fallax (Fleischmann, 1831) - сјевероисточна Италија, Грчка (Парос, Миконос, Антипарос, Крит, Калимнос, Самос, Кимолос, Милос, Крф, Сирос), Албанија, приобална Хрватска, Словенија, Босна и Херцеговина, Црна Гора, Сјеверна Македонија, јужна Бугарска, Турска, [[Малта], Кипар, Иран, Ирак, Сирија, Израел, јужна Русија, Јерменија, Грузија и Азербејџан.

- Telescopus fallax iberus (Eichwald, 1831) - Јерменија, Азербејџан, југ Грузија, јужна Русија, сјеверни Иран, и источна Турска.

- Telescopus fallax pallidus (Stepanek, 1944) - Крит, Гаврдос, Еласа and Христијанска острва.

- Telescopus fallax syriacus (Boettger, 1880) - Либан, Сирија, Јордан, јужна Турска и сјеверни Израел.

## Статус заштите
Статус у Републици Српској - строго заштићена врста.